# Pallamano Follonica Starfish
La Pallamano Follonica Starfish, nota anche come Follonica Golfo del Sole per motivi di sponsorizzazione, è una associazione sportiva dilettantistica di pallamano italiana con sede nella città di Follonica.

## Storia
Nel 1973 il professore di educazione fisica Antonino Vella fondò la Associazione Pallamano Follonica entrando immediatamente nella Polisportiva Follonica partecipando così al campionato nazionale Serie C. La squadra era composta da tutti i ragazzi provenienti da 3 istituti delle scuole medie superiori di Follonica: Liceo Scientifico, Istituto Tecnico Commerciale e Istituto Professionale Statale.
Dopo alcuni anni in Serie C, con la promozione in Serie B arrivò il terzino sinistro francese di origini fiorentine Jean François Baroni, seguito l'anno successivo dal fratello Jean Marc, nel ruolo di terzino destro ottenendo con i due il secondo posto in classifica.
Per il Campionato 1982/1983 il Follonica acquistò l'allenatore/giocatore rumeno Cristian Gațu, che rimase alla guida del Follonica fino al 1984. Gatu contribuì in maniera determinante alla svolta della Pallamano a Follonica portandola prima in Serie B e l'anno successivo nel massimo campionato nazionale a girone unico.
Nell'anno 1983/1984 venne a giocare a Follonica l'ala sinistra della nazionale italiana Pino Langiano. Nel 1985 venne acquistato Stefan Birtalan anche lui pluricampione del mondo. Attraverso l'acquisto del fuoriclasse rumeno si ebbe un notevole sviluppo del settore giovanile, che portò alla formazione di giovani talenti, che pottettero avere una buona carriera, tra cui Massimiliano Gabrielli, vincitore di 3 scudetti con il Prato ed elemento della Nazionale Italiana.
A causa di difficoltà finanziarie la società chiuse i battenti nel 1990.

### La rifondazione
Grazie all'impegno di alcuni ex-giocatori, nel 2006 venne rifondata la A.S.D. Pallamano Follonica, che si iscrisse immediatamente al campionato di Serie C. Attraverso la riforma dei campionati la squadra venne promossa in Serie B (girone Toscana-Liguria), dove è rimasta fino alla stagione 2013/14, al termine del quale è stata promossa in Serie A2. Campionato in cui tornerà a militare per la stagione 2020/2021

## Rosa 2021-2022
- PORTIERI

1  Matteo Boni
12  Stefan Manojlović
- ALI

5  Alfonso Didone
6  Andrea Caruso
10  Filippo Gasperini
17  Yari Zucca
22  Tommaso Sanetti
77  Cesare Bacconi
- TERZINI

8  Filippo Ricci
15  Federico Bralia
18  Blerim Veliu
19  Riccardo Bianconcini
21  Mattia Toninelli
24  Tommaso Pesci
26  Andreas Charmpis
45   Ramadan Ramanovski
- PIVOT

4  Alfonso Maiella
18  Vait Veliu
30  Mirco Giannoni

## Presidenti
- 2006-2010  Massimo Cecchini
- 2010-2012  Alessandro Spinicci
- 2012-2015  Stefano Niccolai
- 2015-2017   Marco Gasperini
- 2017-2021  Antonino Vella
- 2021-  Marco Gasperini

## Eventi
- 12 ottobre 2014: Organizzazione per la partita valida per la Qualificazione ai Mondiali di Pallamano Femminile tra Italia e Macedonia